# Peter Paul Muller
Peter Paul Muller (Rotterdam, 30 mei 1965) is een Nederlands acteur, die bekend is van diverse films en series, waaronder All Stars, De Dominee en Gooische Vrouwen. Hij is een zoon van wijlen acteur Hero Muller.

## Biografie
Muller studeerde in 1991 af aan de Toneelacademie Maastricht. Daarna begon hij met werk voor televisie. In zijn eerste jaren als acteur was hij onder andere te zien in Richting Engeland en in de jeugdserie Dag Juf, tot morgen van de AVRO.
Een van zijn eerste grote rollen kreeg hij met de film All Stars (1997) van Jean van de Velde. In deze film over voetbal, liefde en drama, was Muller te zien als Mark, de overspelige toekomstige echtgenoot van Roos (Isa Hoes). De film bleek succesvol genoeg om er een serie (All Stars) aan te wijden, met nagenoeg in eerste instantie dezelfde cast als de film. Muller zelf speelde in alle drie de seizoenen (1999-2001) mee. Ook speelde hij later in All Stars 2: Old Stars en All Stars en Zonen.
Naast gastrollen in series als Baantjer, waarvoor hij in drie afleveringen speelde, Grijpstra & De Gier en Keyzer & De Boer Advocaten, was Muller ook te zien in de films De Passievrucht (2003), De Dominee (2004) en Alles is Liefde (2007).
Vanaf 2005 was hij te zien als zanger Martin Morero in de komische dramaserie Gooische Vrouwen op RTL 4, waarvan in 2024 het zesde en tevens laatste seizoen werd uitgezonden. Als Morero zong hij het nummer Echte liefde, dat drie weken in de Nederlandse Top 40 stond, met als hoogste positie 30. In de serie was het nummer zogenaamd speciaal geschreven voor Martins vrouw Cheryl (Linda de Mol). In seizoen vier zong Morero op zijn bruiloft het "eigen geschreven nummer" nummer De Ware en in Gooische Vrouwen de film verscheen het derde nummer Zij. Op 20, 21 en 22 mei 2010 was Muller, als Martin Morero, gastartiest tijdens Toppers in Concert in de Amsterdam ArenA.
Op 30 september 2011 werd bekend dat Muller het Gouden Kalf had gewonnen voor de beste mannelijke bijrol in de film Gooische Vrouwen. Muller weigerde de prijs echter omdat hij volgens eigen zeggen niets met prijzen heeft. Daarom werd de prijs in ontvangst genomen door regisseur Will Koopman. Zij doneerde de prijs aan een kinderboerderij.
In 2017 won hij een Gouden Kalf voor Beste acteur voor zijn rol als Bram Fischer in de gelijknamige film, over het leven van de Zuid-Afrikaanse advocaat.

## Filmografie

### Films en series
- 1993 – Richting Engeland – Wim
- 1994 – Kats en Co – Jean Stijns (Afl. De onverschilligheid van de moordenaars)
- 1995 – Dag Juf, tot morgen – Vader van Teet
- 1996 – Zwarte Sneeuw – Bart
- 1996 – Baantjer: De Cock en de moord op de rode roos – Floris' broer
- 1997 – In het belang van de staat
- 1997 – Karakter
- 1997 – All Stars – Mark
- 1998 – Het 14e kippetje – Harold Cammer
- 1998 – Oud Geld – Sander Voortman (1998-1999)
- 1998 – fl 19,99 – Kok
- 1998 – Baantjer: De Cock en de XTC-moord – John de Weijer
- 1999 – De trein van zes uur tien: Onno Stalling
- 1999 – All Stars – Mark (1999-2001)
- 2003 – De Passievrucht – Armin Minderhout
- 2004 – De Dominee – Klaas "De Dominee" Donkers
- 2004 – Baantjer: De Cock en de moord op het verleden deel 1 – Karel Raven
- 2005-2009, 2024-heden – Gooische Vrouwen – Martin Morero (2005-2009)
- 2005 – Keyzer & De Boer Advocaten: Het gat van Van Gogh – Ewald Berger
- 2005 – Grijpstra & De Gier: Huurmoord – Martin Michels
- 2007 – Alles is Liefde – Dennis
- 2010 – De Eetclub – Ivo Smit
- 2010 – I'm in the Band – Derek Jupiter
- 2011 – Gooische Vrouwen De film – Martin Morero
- 2011 – All Stars 2: Old Stars – Mark
- 2012 – Villa Morero – Martin Morero
- 2013 – Frits & Franky
- 2014 – Hollands Hoop – Matthias Kooistra
- 2014 – Wiplala – De heer Blom
- 2014 – Gooische Vrouwen 2 – Martin Morero
- 2015 – Rendez-vous – Peter
- 2015 – Code M – Remco
- 2016 – De Jacht[2]
- 2016-2017 – Flikken Rotterdam – Ben Slachter seizoen 1 & 2
- 2017 – Bram Fischer – Bram Fischer (bekroond met Gouden Kalf voor Beste Acteur 2017)
- 2017-2020 – Meisje van plezier – Remco de Graaf
- 2017 – Hollands Hoop – Matthias Kooistra
- 2018 – All You Need Is Love – Olav
- 2019 – Morten – Morten Mathijsen
- 2020 – De Oost – Majoor Penders
- 2020 – All Stars & Zonen – Mark van Buren
- 2021-2023 – Maud & Babs – Koen
- 2021 – Alles op tafel – Vincent
- 2023 - De droom van de jeugd - Max

### Nederlandse nasynchronisatie
- 1983-1985 – Dungeons & Dragons – Overige stemmen (Nederlandse stem)
- 1993 – Calimero - Overige stemmen (Nederlandse stem)
- 1997 – Anastasia – Dimitri (Nederlandse stem)
- 1999 – Toy Story 2 – Woody (Nederlandse stem)
- 2001 – Shrek – Shrek (Nederlandse stem)
- 2004 – The Incredibles – Bob Parr / Mr. Incredible (Nederlandse stem)
- 2005 – Chicken Little – Ace (Nederlandse stem)
- 2008 – Bolt – Bolt (Nederlandse stem)
- 2009-2011 – I'm in the Band – Derek Jupiter (Nederlandse stem)
- 2010 – Avalon High – Mr. Moore (Nederlandse stem)
- 2013 – Free Birds – Jake (Nederlandse stem)
- 2014 – Pim & Pom: Het Grote Avontuur – Johnny (Nederlandse stem)
- 2018 – Incredibles 2 – Bob Parr / Mr. Incredible (Nederlandse stem)

## Discografie
| Single met eventuele hitnotering(en) in de Nederlandse Top 40 | Datum van verschijnen | Datum van binnenkomst | Hoogste positie | Aantal weken | Opmerkingen                                  |
| ------------------------------------------------------------- | --------------------- | --------------------- | --------------- | ------------ | -------------------------------------------- |
| Echte liefde                                                  | 21-11-2005            | 31-12-2005            | 30              | 3            | als Martin Morero / #11 in de Single Top 100 |
| Spijt is voor later                                           | 13-12-2024            | 21-12-2024            | 6               | 8            | als Martin Morero / #3 in de Single Top 100  |

## Privé
Muller heeft een relatie met Anique Kamerling, een zus van Antonie Kamerling en Liesbeth Kamerling. Samen hebben ze een zoon en een dochter. Muller is een zoon van acteur Hero Muller (1938-2021).